# Kateřina Siniaková
Kateřina Siniaková (Hradec Králové, 10 de mayo de 1996) es una jugadora de tenis checa que destaca especialmente en la modalidad de dobles.
Kateřina ha ganado 4 títulos individuales y 26 de dobles en el circuito WTA. Destacan por encima de todos, los 9 títulos de Grand Slam, 7 de los cuales logrados con su pareja habitual, la también checa Barbora Krejčíková con quien lleva jugando desde su etapa júnior.
Además también ha ganado 7 títulos en singles y 5 títulos de dobles en el circuito ITF. 
El 22 de octubre de 2018, alcanzó su mejor ranking el cual fue el 31 del mundo y en ese mismo día logró también, llegar al número 1 del mundo de dobles.

## Biografía

#### 2012
Siniaková ya destacó en su etapa júnior terminando como número 2 del mundo júnior en 2012. En 2013,ganó los torneos " Abierto de Francia categoría junior dobles, de Wimbledon categoría junior dobles y el Abierto de EE. UU. en junior dobles junto a su compatriota Barbora Krejčíková.

#### 2013
En marzo de 2013, Siniaková hizo su debut en la WTA Tour en el sorteo de clasificación del 2013 Sony Open Tennis. Ella derrotó a Mandy Minella y Alexa Glatch para calificar para el cuadro principal, pero perdió un encuentro de tres sets con Garbiñe Muguruza en la primera ronda.

#### 2018
Este año ha sido el de la explosión de Katerina como doblista llegando hasta 3 finales de Grand Slam y ganando 2 de ellas (Roland Garros y Wimbledon), ambas con su compatriota y compañera de dobles desde júniors, Barbora Krejčíková. Esto les llevó, tanto a ella como a su compañera, a terminar el año como número 1 del mundo en la modalidad de dobles, lugar que ocuparon desde octubre de 2018.
Por si fuera poco, también ha sido integrante del equipo checo de Copa Fed quien se impuso en la final a Estados Unidos para levantar su 6.º título de los últimos 8 años. Katerina ha sido parte fundamental de esta edición al lograr 2 de los 3 puntos de la victoria en la final.

## Torneos de Grand Slam

### Dobles

#### Títulos (10)
| Año  | Torneo               | Pareja             | Oponentes en la final             | Resultado        |
| 2018 | Roland Garros        | Barbora Krejčíková | Eri Hozumi Makoto Ninomiya        | 6-3, 6-3         |
| 2018 | Wimbledon            | Barbora Krejčíková | Nicole Melichar Květa Peschke     | 6-4, 4-6, 6-0    |
| 2021 | Roland Garros        | Barbora Krejčíková | Bethanie Mattek-Sands Iga Świątek | 6-4, 6-2         |
| 2022 | Abierto de Australia | Barbora Krejčíková | Anna Danilina Beatriz Haddad Maia | 6-7(3), 6-4, 6-4 |
| 2022 | Wimbledon            | Barbora Krejčíková | Elise Mertens Shuai Zhang         | 6-2, 6-4         |
| 2022 | Abierto de EE.UU.    | Barbora Krejčíková | Caty McNally Taylor Townsend      | 3-6, 7-5, 6-1    |
| 2023 | Abierto de Australia | Barbora Krejčíková | Ena Shibahara Shuko Aoyama        | 6-4, 6-3         |
| 2024 | Roland Garros        | Cori Gauff         | Sara Errani Jasmine Paolini       | 7-6(5), 6-3      |
| 2024 | Wimbledon            | Taylor Townsend    | Gabriela Dabrowski Erin Routliffe | 7-6(5), 7-6(1)   |
| 2025 | Abierto de Australia | Taylor Townsend    | Su-wei Hsieh Jeļena Ostapenko     | 6-2, 6-7(4), 6-3 |

#### Finalista (2)
| Año  | Torneo               | Pareja             | Oponentes en la final         | Resultado |
| 2017 | Abierto de EE.UU.    | Lucie Hradecká     | Yung-Jan Chan Martina Hingis  | 3-6, 2-6  |
| 2021 | Abierto de Australia | Barbora Krejčíková | Elise Mertens Aryna Sabalenka | 2-6, 3-6  |

### Dobles mixto

#### Títulos (1)
| Año  | Torneo    | Pareja      | Oponentes en la final       | Resultado      |
| 2025 | Wimbledon | Sem Verbeek | Luisa Stefani Joe Salisbury | 7-6(3), 7-6(3) |

## Juegos Olímpicos

### Dobles

#### Medalla de oro
| Año  | Campeonato | Pareja             | Oponentes en la final            | Resultado |
| 2021 | Tokio 2020 | Barbora Krejčíková | Belinda Bencic Viktorija Golubic | 7-5, 6-1  |

### Dobles mixto

#### Medalla de oro
| Año  | Campeonato | Pareja       | Oponentes en la final    | Resultado        |
| 2024 | París 2024 | Tomáš Macháč | Wang Xinyu Zhang Zhizhen | 6-3, 5-7, [10-8] |

## Títulos WTA (33; 4+29)

### Individual (4)
| Leyenda                                |
| -------------------------------------- |
| Grand Slam (0)                         |
| Juegos Olímpicos (0)                   |
| WTA Finals (0)                         |
| P. Mandatory & Premier 5, WTA 1000 (0) |
| Premier, WTA 500 (0)                   |
| International, WTA 250 (4)             |

| N.º | Fecha                    | Torneo      | Superficie    | Oponente en la final | Resultado           |
| --- | ------------------------ | ----------- | ------------- | -------------------- | ------------------- |
| 1.  | 7 de enero de 2017       | Shenzhen    | Dura          | Alison Riske         | 6-3, 6-4            |
| 2.  | 30 de julio de 2017      | Bastad      | Tierra batida | Caroline Wozniacki   | 6-3, 6-4            |
| 3.  | 18 de septiembre de 2022 | Portoroz    | Dura          | Elena Rybakina       | 6-7(4), 7-6(5), 6-4 |
| 4.  | 1 de julio de 2023       | Bad Homburg | Hierba        | Lucia Bronzetti      | 6-2, 7-6(5)         |

#### Finalista (5)
| N.º | Fecha                    | Torneo                | Superficie    | Oponente en la final | Resultado     |
| --- | ------------------------ | --------------------- | ------------- | -------------------- | ------------- |
| 1.  | 24 de julio de 2016      | Bastad                | Tierra batida | Laura Siegemund      | 5-7, 1-6      |
| 2.  | 18 de septiembre de 2016 | Tokio (International) | Dura          | Christina McHale     | 6-3, 4-6, 4-6 |
| 3.  | 6 de enero de 2018       | Shenzhen              | Dura          | Simona Halep         | 1-6, 6-2, 0-6 |
| 4.  | 26 de junio de 2021      | Bad Homburg           | Hierba        | Angelique Kerber     | 3-6, 2-6      |
| 5.  | 15 de octubre de 2023    | Hong Kong             | Dura          | Leylah Fernandez     | 6-3, 4-6, 4-6 |

### Dobles (29)
| Leyenda                                |
| -------------------------------------- |
| Grand Slam (10)                        |
| Juegos Olímpicos (1)                   |
| WTA Finals (1)                         |
| P. Mandatory & Premier 5, WTA 1000 (5) |
| Premier, WTA 500 (4)                   |
| International, WTA 250 (8)             |

| N.º | Fecha                    | Torneos              | Superficie    | Pareja              | Oponentes en la final                | Resultado           |
| --- | ------------------------ | -------------------- | ------------- | ------------------- | ------------------------------------ | ------------------- |
| 1.  | 13 de septiembre de 2014 | Tashkent             | Dura          | Aleksandra Krunić   | Margarita Gasparyan Alexandra Panova | 6-2, 6-1            |
| 2.  | 1 de mayo de 2015        | Praga                | Tierra batida | Belinda Bencic      | Kateryna Bondarenko Eva Hrdinová     | 6-2, 6-2            |
| 3.  | 10 de junio de 2018      | Roland Garros        | Tierra batida | Barbora Krejčíková  | Eri Hozumi Makoto Ninomiya           | 6-3, 6-3            |
| 4.  | 14 de julio de 2018      | Wimbledon            | Hierba        | Barbora Krejčíková  | Nicole Melichar Květa Peschke        | 6-4, 4-6, 6-0       |
| 5.  | 12 de enero de 2019      | Sídney               | Dura          | Aleksandra Krunić   | Eri Hozumi Alicja Rosolska           | 6-1, 7-6(3)         |
| 6.  | 11 de agosto de 2019     | Toronto              | Dura          | Barbora Krejčíková  | Anna-Lena Grönefeld Demi Schuurs     | 7-5, 6-0            |
| 7.  | 13 de octubre de 2019    | Linz                 | Dura (i)      | Barbora Krejčíková  | Barbara Haas Xenia Knoll             | 6-4, 6-3            |
| 8.  | 11 de enero de 2020      | Shenzhen             | Dura          | Barbora Krejčíková  | Yingying Duan Saisai Zheng           | 6-2, 3-6, [10-4]    |
| 9.  | 7 de febrero de 2021     | Melbourne I          | Dura          | Barbora Krejčíková  | Hao-Ching Chan Yung-Jan Chan         | 6-3, 7-6(4)         |
| 10. | 8 de mayo de 2021        | Madrid               | Tierra batida | Barbora Krejčíková  | Gabriela Dabrowski Demi Schuurs      | 6-4, 6-3            |
| 11. | 13 de junio de 2021      | Roland Garros        | Tierra batida | Barbora Krejčíková  | Bethanie Mattek-Sands Iga Świątek    | 6-4, 6-2            |
| 12. | 1 de agosto de 2021      | JJ.OO. Tokio 2020    | Dura          | Barbora Krejčíková  | Belinda Bencic Viktorija Golubic     | 7-5, 6-1            |
| 13. | 23 de octubre de 2021    | Moscú                | Dura (i)      | Jeļena Ostapenko    | Nadiia Kichenok Ioana Raluca Olaru   | 6-2, 4-6, [10-8]    |
| 14. | 17 de noviembre de 2021  | WTA Finals           | Dura          | Barbora Krejčíková  | Su-Wei Hsieh Elise Mertens           | 6-3, 6-4            |
| 15. | 9 de enero de 2022       | Melbourne II         | Dura          | Bernarda Pera       | Tereza Martincová Mayar Sherif       | 6-2, 6-7(7), [10-5] |
| 16. | 30 de enero de 2022      | Abierto de Australia | Dura          | Barbora Krejčíková  | Anna Danilina Beatriz Haddad Maia    | 6-7(3), 6-4, 6-4    |
| 17. | 19 de junio de 2022      | Berlín               | Hierba        | Storm Sanders       | Alizé Cornet Jil Teichmann           | 6-4, 6-3            |
| 18. | 10 de julio de 2022      | Wimbledon            | Hierba        | Barbora Krejčíková  | Elise Mertens Shuai Zhang            | 6-2, 6-4            |
| 19. | 11 de septiembre de 2022 | Abierto de EE.UU.    | Dura          | Barbora Krejčíková  | Caty McNally Taylor Townsend         | 3-6, 7-5, 6-1       |
| 20. | 9 de octubre de 2022     | Monastir             | Dura          | Kristina Mladenovic | Miyu Kato Angela Kulikov             | 6-2, 6-0            |
| 21. | 29 de enero de 2023      | Abierto de Australia | Dura          | Barbora Krejčíková  | Shuko Aoyama Ena Shibahara           | 6-4, 6-3            |
| 22. | 18 de marzo de 2023      | Indian Wells         | Dura          | Barbora Krejčíková  | Beatriz Haddad Maia Laura Siegemund  | 6-1, 6-7(3), [10-7] |
| 23. | 24 de febrero de 2024    | Dubái                | Dura          | Storm Hunter        | Nicole Melichar Ellen Perez          | 6-4, 6-2            |
| 24. | 9 de junio de 2024       | Roland Garros        | Tierra batida | Cori Gauff          | Sara Errani Jasmine Paolini          | 7-6(5), 6-3         |
| 25. | 13 de julio de 2024      | Wimbledon            | Hierba        | Taylor Townsend     | Gabriela Dabrowski Erin Routliffe    | 7-6(5), 7-6(1)      |
| 26. | 26 de julio de 2024      | Praga                | Dura          | Barbora Krejčíková  | Bethanie Mattek-Sands Lucie Šafářová | 6-3, 6-3            |
| 27. | 27 de octubre de 2024    | Guangzhou            | Dura          | Zhang Shuai         | Katarzyna Piter Fanny Stollár        | 6-4, 6-1            |
| 28. | 26 de enero de 2025      | Abierto de Australia | Dura          | Taylor Townsend     | Su-wei Hsieh Jeļena Ostapenko        | 6-2, 6-7(4), 6-3    |
| 29. | 22 de febrero de 2025    | Dubái                | Dura          | Taylor Townsend     | Su-Wei Hsieh Jelena Ostapenko        | 7-6(5), 6-4         |

#### Finalista (18)
| N.º | Fecha                    | Torneos              | Superficie    | Pareja              | Oponentes en la final                | Resultado           |
| --- | ------------------------ | -------------------- | ------------- | ------------------- | ------------------------------------ | ------------------- |
| 1.  | 3 de agosto de 2014      | Stanford             | Dura          | Paula Kania         | Garbiñe Muguruza Carla Suárez        | 2-6, 6-4, [5-10]    |
| 2.  | 3 de octubre de 2015     | Tashkent             | Dura          | Vera Dushevina      | Margarita Gasparyan Alexandra Panova | 1-6, 6-3, [3-10]    |
| 3.  | 5 de febrero de 2017     | Taipéi               | Dura          | Lucie Hradecká      | Hao-Ching Chan Yung-Jan Chan         | 4-6, 2-6            |
| 4.  | 18 de marzo de 2017      | Indian Wells         | Dura          | Lucie Hradecká      | Yung-Jan Chan Martina Hingis         | 6-7(4), 2-6         |
| 5.  | 9 de abril de 2017       | Charleston           | Tierra batida | Lucie Hradecká      | Bethanie Mattek-Sands Lucie Šafářová | 1-6, 6-4, [7-10]    |
| 6.  | 5 de mayo de 2017        | Praga                | Tierra batida | Lucie Hradecká      | Anna-Lena Grönefeld Květa Peschke    | 4-6, 6-7(3)         |
| 7.  | 10 de septiembre de 2017 | Abierto de EE. UU.   | Dura          | Lucie Hradecká      | Yung-Jan Chan Martina Hingis         | 3-6, 2-6            |
| 8.  | 6 de enero de 2018       | Shenzhen             | Dura          | Barbora Krejčíková  | Irina-Camelia Begu Simona Halep      | 6-1, 1-6, [8-10]    |
| 9.  | 1 de abril de 2018       | Miami                | Dura          | Barbora Krejčíková  | Ashleigh Barty Coco Vandeweghe       | 2-6, 1-6            |
| 10. | 28 de octubre de 2018    | WTA Finals           | Dura (i)      | Barbora Krejčíková  | Tímea Babos Kristina Mladenovic      | 4-6, 5-7            |
| 11. | 16 de marzo de 2019      | Indian Wells         | Dura          | Barbora Krejčíková  | Elise Mertens Aryna Sabalenka        | 3-6, 2-6            |
| 12. | 15 de noviembre de 2020  | Linz                 | Dura (i)      | Lucie Hradecká      | Arantxa Rus Tamara Zidanšek          | 3-6, 4-6            |
| 13. | 19 de febrero de 2021    | Abierto de Australia | Dura          | Barbora Krejčíková  | Elise Mertens Aryna Sabalenka        | 2-6, 3-6            |
| 14. | 7 de octubre de 2022     | WTA Finals           | Dura (i)      | Barbora Krejčíková  | Veronika Kudermétova Elise Mertens   | 2-6, 6-4, [9-11]    |
| 15. | 7 de enero de 2023       | Adelaida I           | Dura          | Storm Sanders       | Asia Muhammad Taylor Townsend        | 2-6, 6-7(2)         |
| 16. | 25 de junio de 2023      | Berlín               | Hierba        | Markéta Vondroušová | Caroline Garcia Luisa Stefani        | 6-4, 6-7(8), [4-10] |
| 17. | 16 de marzo de 2024      | Indian Wells         | Dura          | Storm Hunter        | Su-wei Hsieh Elise Mertens           | 3-6, 4-6            |
| 18. | 9 de noviembre de 2024   | Riad                 | Dura (i)      | Taylor Townsend     | Gabriela Dabrowski Erin Routliffe    | 5-7, 3-6            |

## Títulos WTA 125s (2; 1+1)

### Individual (1)
| N.º | Fecha             | Torneo | Superficie    | Oponente     | Puntaje       |
| --- | ----------------- | ------ | ------------- | ------------ | ------------- |
| 1.  | 5 de mayo de 2024 | Lleida | Tierra batida | Mayar Sherif | 6-4, 4-6, 6-3 |

### Dobles (1)
| N.º | Fecha                  | Torneo  | Superficie | Pareja          | Oponente en la final            | Marcador         |
| --- | ---------------------- | ------- | ---------- | --------------- | ------------------------------- | ---------------- |
| 1.  | 9 de noviembre de 2014 | Limoges | Dura       | Renata Voráčová | Timea Babos Kristina Mladenovic | 2-6, 6-2, [10-5] |

## Títulos ITF
| Torneos de $100,000 |
| Torneos de $75,000  |
| Torneos de $50,000  |
| Torneos de $25,000  |
| Torneos de $15,000  |
| Torneos de $10,000  |

| Resultado | N.º | Fecha                    | Torneo             | Superficie    | Oponentes              | Resultado     |
| --------- | --- | ------------------------ | ------------------ | ------------- | ---------------------- | ------------- |
| Campeona  | 1.  | 4 de marzo de 2013       | Frauenfeld, Suiza  | Carpet (i)    | Kathinka von Deichmann | 6-3, 4-6, 6-4 |
| Campeona  | 2.  | 12 de agosto de 2013     | West End, Bélgica  | Dura          | Kateřina Vaňková       | 6-1, 6-3      |
| Campeona  | 3.  | 30 de septiembre de 2013 | Budapest, Hungría  | Tierra batida | Alberta Brianti        | 3-6, 6-2, 6-1 |
| Campeona  | 4.  | 11 de noviembre de 2013  | Zawada, Polonia    | Carpet (i)    | Nina Zander            | 6-1, 6-3      |
| Campeona  | 5.  | 26 de mayo de 2014       | Maribor, Eslovenia | Tierra batida | Yvonne Neuwirth        | 6-1, 7-5      |

## Final de Grand Slam júnior
| Resultado | Año  | Torneo                    | Superficie    | Pareja             | Oponentes                             | Resultado |
| --------- | ---- | ------------------------- | ------------- | ------------------ | ------------------------------------- | --------- |
| Campeona  | 2013 | Roland Garros             | Tierra batida | Barbora Krejčíková | Doménica González Beatriz Haddad Maia | 7-5, 6-2  |
| Campeona  | 2013 | Wimbledon                 | Césped        | Barbora Krejčíková | Anhelina Kalinina Iryna Shymanovich   | 6-3, 6-1  |
| Campeona  | 2013 | Abierto de Estados Unidos | Dura          | Barbora Krejčíková | Belinda Bencic Sara Sorribes Tormo    | 6-3, 6-4  |

## Torneos de dobles por año

### Dobles femeninos

#### 2025
| N.º | Fecha               | Compañera       | Torneo               | Categoría  | Superficie | Ronda |
| --- | ------------------- | --------------- | -------------------- | ---------- | ---------- | ----- |
| 1   | 9 de enero de 2025  | Ellen Perez     | Adelaida             | WTA 500    | Dura       | SF    |
| 2   | 26 de enero de 2025 | Taylor Townsend | Abierto de Australia | Grand Slam | Dura       | G     |

#### 2024
| N.º | Fecha                    | Compañera             | Torneo                    | Categoría        | Superficie    | Ronda |
| --- | ------------------------ | --------------------- | ------------------------- | ---------------- | ------------- | ----- |
| 1   | 10 de enero de 2024      | Aliaksandra Sasnóvich | Adelaida                  | WTA 500          | Dura          | CF    |
| 2   | 25 de enero de 2024      | Storm Hunter          | Abierto de Australia      | Grand Slam       | Dura          | SF    |
| 3   | 24 de febrero de 2024    | Storm Hunter          | Dubái                     | WTA 1000         | Dura          | G     |
| 4   | 2 de marzo de 2024       | Storm Hunter          | San Diego                 | WTA 500          | Dura          | SF    |
| 5   | 16 de marzo de 2024      | Storm Hunter          | Indian Wells              | WTA 1000         | Dura          | F     |
| 6   | 15 de mayo de 2024       | Taylor Townsend       | Roma                      | WTA 1000         | Tierra batida | CF    |
| 7   | 9 de junio de 2024       | Coco Gauff            | Roland Garros             | Grand Slam       | Tierra batida | G     |
| 8   | 22 de junio de 2024      | Linda Nosková         | Berlín                    | WTA 500          | Hierba        | SF    |
| 9   | 26 de junio de 2024      | Taylor Townsend       | Bad Homburg               | WTA 500          | Hierba        | OF    |
| 10  | 13 de julio de 2024      | Taylor Townsend       | Wimbledon                 | Grand Slam       | Hierba        | G     |
| 11  | 26 de julio de 2024      | Barbora Krejčíková    | Praga                     | WTA 250          | Dura          | SF    |
| 12  | 1 de agosto de 2024      | Barbora Krejčíková    | París                     | Juegos Olímpicos | Tierra batida | CF    |
| 13  | 17 de agosto de 2024     | Taylor Townsend       | Cincinnati                | WTA 1000         | Dura          | CF    |
| 14  | 4 de septiembre de 2024  | Taylor Townsend       | Abierto de Estados Unidos | Grand Slam       | Dura          | SF    |
| 15  | 29 de septiembre de 2024 | Taylor Townsend       | Pekín                     | WTA 1000         | Dura          | R32   |
| 16  | 12 de octubre de 2024    | Taylor Townsend       | Wuhan                     | WTA 1000         | Dura          | SF    |
| 17  | 27 de octubre de 2024    | Zhang Shuai           | Cantón                    | WTA 250          | Dura          | G     |
| 18  | 9 de noviembre de 2024   | Taylor Townsend       | Riad                      | WTA Finals       | Dura          | F     |

#### 2023
| N.º | Fecha                    | Compañera           | Torneo                    | Categoría  | Superficie    | Ronda |
| --- | ------------------------ | ------------------- | ------------------------- | ---------- | ------------- | ----- |
| 1   | 7 de enero de 2023       | Storm Hunter        | Adelaida                  | WTA 500    | Dura          | F     |
| 2   | 29 de enero de 2023      | Barbora Krejčíková  | Abierto de Australia      | Grand Slam | Dura          | G     |
| 3   | 18 de marzo de 2023      | Barbora Krejčíková  | Indian Wells              | WTA 1000   | Dura          | G     |
| 4   | 31 de mayo de 2023       | Barbora Krejčíková  | Roland Garros             | Grand Slam | Tierra batida | 1R    |
| 5   | 25 de junio de 2023      | Markéta Vondroušová | Berlín                    | WTA 500    | Hierba        | F     |
| 6   | 9 de agosto de 2023      | Luisa Stefani       | Canadá                    | WTA 1000   | Dura          | OF    |
| 7   | 18 de agosto de 2023     | Barbora Krejčíková  | Cincinnati                | WTA 1000   | Dura          | CF    |
| 8   | 22 de agosto de 2023     | Barbora Krejčíková  | Cleveland                 | WTA 250    | Dura          | CF    |
| 9   | 1 de septiembre de 2023  | Barbora Krejčíková  | Abierto de Estados Unidos | Grand Slam | Dura          | 2R    |
| 10  | 17 de septiembre de 2023 | Barbora Krejčíková  | San Diego                 | WTA 500    | Dura          | G     |
| 11  | 4 de octubre de 2023     | Barbora Krejčíková  | Pekín                     | WTA 1000   | Dura          | OF    |
| 12  | 3 de noviembre de 2023   | Barbora Krejčíková  | Cancún                    | WTA Finals | Dura          | FG    |

#### 2022
| N.º | Fecha                    | Compañera           | Torneo                    | Categoría  | Superficie    | Ronda |
| --- | ------------------------ | ------------------- | ------------------------- | ---------- | ------------- | ----- |
| 1   | 9 de enero de 2022       | Bernarda Pera       | Melbourne                 | WTA 500    | Dura          | G     |
| 2   | 30 de enero de 2022      | Barbora Krejčíková  | Abierto de Australia      | Grand Slam | Dura          | G     |
| 3   | 23 de febrero de 2022    | Barbora Krejčíková  | Doha                      | WTA 1000   | Dura          | CF    |
| 4   | 12 de marzo de 2022      | Clara Tauson        | Indian Wells              | WTA 1000   | Dura          | R32   |
| 5   | 2 de mayo de 2022        | Leylah Fernandez    | Madrid                    | WTA 1000   | Tierra batida | OF    |
| 6   | 19 de junio de 2022      | Storm Hunter        | Berlín                    | WTA 500    | Hierba        | G     |
| 7   | 10 de julio de 2022      | Barbora Krejčíková  | Wimbledon                 | Grand Slam | Hierba        | G     |
| 8   | 17 de agosto de 2022     | Barbora Krejčíková  | Cincinnati                | WTA 1000   | Dura          | OF    |
| 9   | 27 de agosto de 2022     | Barbora Krejčíková  | Cleveland                 | WTA 250    | Dura          | SF    |
| 10  | 11 de septiembre de 2022 | Barbora Krejčíková  | Abierto de Estados Unidos | Grand Slam | Dura          | G     |
| 11  | 9 de octubre de 2022     | Kristina Mladenovic | Monastir                  | WTA 250    | Dura          | G     |
| 12  | 22 de octubre de 2022    | Barbora Krejčíková  | Guadalajara               | WTA 250    | Dura          | SF    |
| 13  | 8 de noviembre de 2022   | Barbora Krejčíková  | Fort Worth                | WTA Finals | Dura          | F     |

#### 2021
| N.º | Fecha                   | Compañera          | Torneo                    | Categoría        | Superficie    | Ronda |
| --- | ----------------------- | ------------------ | ------------------------- | ---------------- | ------------- | ----- |
| 1   | 7 de febrero de 2021    | Barbora Krejčíková | Melbourne                 | WTA 500          | Dura          | G     |
| 2   | 19 de febrero de 2021   | Barbora Krejčíková | Abierto de Australia      | Grand Slam       | Dura          | F     |
| 3   | 4 de marzo de 2021      | Barbora Krejčíková | Doha                      | WTA 1000         | Dura          | SF    |
| 4   | 11 de marzo de 2021     | Barbora Krejčíková | Dubái                     | WTA 1000         | Dura          | CF    |
| 5   | 29 de marzo de 2021     | Barbora Krejčíková | Miami                     | WTA 1000         | Dura          | OF    |
| 6   | 8 de mayo de 2021       | Barbora Krejčíková | Madrid                    | WTA 1000         | Tierra batida | G     |
| 7   | 14 de mayo de 2021      | Barbora Krejčíková | Roma                      | WTA 1000         | Tierra batida | CF    |
| 8   | 13 de junio de 2021     | Barbora Krejčíková | Roland Garros             | Grand Slam       | Tierra batida | G     |
| 9   | 7 de julio de 2021      | Barbora Krejčíková | Wimbledon                 | Grand Slam       | Hierba        | CF    |
| 10  | 1 de agosto de 2021     | Barbora Krejčíková | Tokio                     | Juegos Olímpicos | Dura          | Oro   |
| 11  | 20 de agosto de 2021    | Barbora Krejčíková | Cincinnati                | WTA 1000         | Dura          | SF    |
| 12  | 2 de septiembre de 2021 | Barbora Krejčíková | Abierto de Estados Unidos | Grand Slam       | Dura          | 1R    |
| 13  | 13 de octubre de 2021   | Barbora Krejčíková | Indian Wells              | WTA 1000         | Dura          | CF    |
| 14  | 23 de octubre de 2021   | Jelena Ostapenko   | Moscú                     | WTA 500          | Dura          | G     |
| 15  | 18 de noviembre de 2021 | Barbora Krejčíková | Guadalajara               | WTA Finals       | Dura          | G     |

#### 2020
| N.º | Fecha                    | Compañera            | Torneo                    | Categoría         | Superficie    | Ronda |
| --- | ------------------------ | -------------------- | ------------------------- | ----------------- | ------------- | ----- |
| 1   | 11 de enero de 2020      | Barbora Krejčíková   | Shenzhen                  | WTA Internacional | Dura          | G     |
| 2   | 29 de enero de 2020      | Barbora Krejčíková   | Abierto de Australia      | Grand Slam        | Dura          | SF    |
| 3   | 27 de febrero de 2020    | Barbora Krejčíková   | Doha                      | WTA Premier 5     | Dura          | SF    |
| 4   | 15 de agosto de 2020     | Barbora Krejčíková   | Praga                     | WTA Internacional | Tierra batida | SF    |
| 5   | 22 de agosto de 2020     | Anna-Lena Friedsam   | Cincinnati                | WTA Premier 5     | Dura          | R32   |
| 6   | 4 de septiembre de 2020  | Anna-Lena Friedsam   | Abierto de Estados Unidos | Grand Slam        | Dura          | OF    |
| 7   | 18 de septiembre de 2020 | Veronika Kudermétova | Roma                      | WTA Premier 5     | Tierra batida | CF    |
| 8   | 9 de octubre de 2020     | Barbora Krejčíková   | Roland Garros             | Grand Slam        | Tierra batida | SF    |
| 9   | 24 de octubre de 2020    | Barbora Krejčíková   | Ostrava                   | WTA Premier       | Dura          | SF    |
| 10  | 15 de noviembre de 2020  | Lucie Hradecká       | Linz                      | WTA Internacional | Dura          | F     |

### Dobles mixtos

#### 2025
| N.º | Fecha               | Compañero     | Torneo               | Categoría  | Superficie | Ronda |
| --- | ------------------- | ------------- | -------------------- | ---------- | ---------- | ----- |
| 1   | 17 de enero de 2025 | Zhang Zhizhen | Abierto de Australia | Grand Slam | Dura       | 1R    |

#### 2024
| N.º | Fecha                | Compañero    | Torneo                    | Categoría        | Superficie    | Ronda |
| --- | -------------------- | ------------ | ------------------------- | ---------------- | ------------- | ----- |
| 1   | 2 de junio de 2024   | Tomáš Macháč | Roland Garros             | Grand Slam       | Tierra batida | 1R    |
| 2   | 2 de agosto de 2024  | Tomáš Macháč | París                     | Juegos Olímpicos | Tierra batida | Oro   |
| 3   | 31 de agosto de 2024 | John Peers   | Abierto de Estados Unidos | Grand Slam       | Dura          | OF    |

#### 2023
| N.º | Fecha                | Compañero    | Torneo                    | Categoría  | Superficie | Ronda |
| --- | -------------------- | ------------ | ------------------------- | ---------- | ---------- | ----- |
| 1   | 31 de agosto de 2023 | Marcelo Melo | Abierto de Estados Unidos | Grand Slam | Dura       | 1R    |

#### 2022
| N.º | Fecha               | Compañero    | Torneo               | Categoría  | Superficie | Ronda |
| --- | ------------------- | ------------ | -------------------- | ---------- | ---------- | ----- |
| 1   | 21 de enero de 2022 | Tomáš Macháč | Abierto de Australia | Grand Slam | Dura       | 1R    |

## Torneos individuales por año

#### 2025
| N.º | Fecha               | Torneo               | Categoría  | Superficie | Ronda | Oponente       |
| --- | ------------------- | -------------------- | ---------- | ---------- | ----- | -------------- |
| 1   | 7 de enero de 2025  | Adelaida             | WTA 500    | Dura       | R32   | Diana Shnaider |
| 2   | 13 de enero de 2025 | Abierto de Australia | Grand Slam | Dura       | 1R    | Iga Świątek    |

#### 2024
| N.º | Fecha                    | Torneo                    | Categoría        | Superficie    | Ronda | Oponente                 |
| --- | ------------------------ | ------------------------- | ---------------- | ------------- | ----- | ------------------------ |
| 1   | 10 de enero de 2024      | Adelaida                  | WTA 500          | Dura          | OF    | Anastasía Pavliuchénkova |
| 2   | 18 de enero de 2024      | Abierto de Australia      | Grand Slam       | Dura          | 2R    | Viktorija Golubic        |
| 3   | 1 de febrero de 2024     | Linz                      | WTA 500          | Dura          | OF    | Clara Burel              |
| 4   | 14 de febrero de 2024    | Doha                      | WTA 1000         | Dura          | OF    | Danielle Collins         |
| 5   | 18 de febrero de 2024    | Dubái                     | WTA 1000         | Dura          | R64   | Emma Navarro             |
| 6   | 1 de marzo de 2024       | San Diego                 | WTA 500          | Dura          | OF    | Emma Navarro             |
| 7   | 10 de marzo de 2024      | Indian Wells              | WTA 1000         | Dura          | R64   | Elina Svitólina          |
| 8   | 21 de marzo de 2024      | Miami                     | WTA 1000         | Dura          | R64   | Zheng Qinwen             |
| 9   | 23 de abril de 2024      | Madrid                    | WTA 1000         | Tierra batida | R128  | Nadia Podoroska          |
| 10  | 5 de mayo de 2024        | Lleida                    | WTA 125          | Tierra batida | G     | Mayar Sherif             |
| 11  | 10 de mayo de 2024       | Roma                      | WTA 1000         | Tierra batida | R64   | Elise Mertens            |
| 12  | 22 de mayo de 2024       | Estrasburgo               | WTA 500          | Tierra batida | OF    | Danielle Collins         |
| 13  | 30 de mayo de 2024       | Roland Garros             | Grand Slam       | Tierra batida | 2R    | Chloé Paquet             |
| 14  | 21 de junio de 2024      | Berlín                    | WTA 500          | Hierba        | CF    | Jessica Pegula           |
| 15  | 27 de junio de 2024      | Bad Homburg               | WTA 500          | Hierba        | CF    | Donna Vekić              |
| 16  | 4 de julio de 2024       | Wimbledon                 | Grand Slam       | Hierba        | 2R    | Yúliya Putíntseva        |
| 17  | 23 de julio de 2024      | Praga                     | WTA 250          | Dura          | OF    | Laura Samson             |
| 18  | 28 de julio de 2024      | París                     | Juegos Olímpicos | Tierra batida | 1R    | Clara Burel              |
| 19  | 14 de agosto de 2024     | Cincinnati                | WTA 1000         | Dura          | R64   | Anna Kalínskaya          |
| 20  | 24 de agosto de 2024     | Cleveland                 | WTA 250          | Dura          | SF    | Beatriz Haddad Maia      |
| 21  | 26 de agosto de 2024     | Abierto de Estados Unidos | Grand Slam       | Dura          | 1R    | Madison Keys             |
| 22  | 19 de septiembre de 2024 | Hua Hin                   | WTA 250          | Dura          | OF    | Nadia Podoroska          |
| 23  | 27 de septiembre de 2024 | Pekín                     | WTA 1000         | Dura          | R64   | Yuliia Starodubtseva     |
| 24  | 9 de octubre de 2024     | Wuhan                     | WTA 1000         | Dura          | R32   | Aryna Sabalenka          |
| 25  | 16 de octubre de 2024    | Ningho                    | WTA 500          | Dura          | OF    | Daria Kasátkina          |
| 26  | 26 de octubre de 2024    | Cantón                    | WTA 250          | Dura          | SF    | Olga Danilović           |

#### 2023
| N.º | Fecha                    | Torneo                    | Categoría  | Superficie    | Ronda           | Oponente            |
| --- | ------------------------ | ------------------------- | ---------- | ------------- | --------------- | ------------------- |
| 1   | 1 de enero de 2023       | Adelaida                  | WTA 500    | Dura          | Clasificatorios | Claire Liu          |
| 2   | 11 de enero de 2023      | Adelaida                  | WTA 500    | Dura          | OF              | Caroline Garcia     |
| 3   | 16 de enero de 2023      | Abierto de Australia      | Grand Slam | Dura          | 1R              | Coco Gauff          |
| 4   | 26 de febrero de 2023    | Mérida                    | WTA 250    | Dura          | SF              | Camila Giorgi       |
| 5   | 28 de febrero de 2023    | Monterrey                 | WTA 250    | Dura          | R32             | Kamila Rajímova     |
| 6   | 11 de marzo de 2023      | Indian Wells              | WTA 1000   | Dura          | R64             | Beatriz Haddad Maia |
| 7   | 21 de marzo de 2023      | Miami                     | WTA 1000   | Dura          | R128            | Claire Liu          |
| 8   | 29 de mayo de 2023       | Roland Garros             | Grand Slam | Tierra batida | 1R              | Peyton Stearns      |
| 9   | 20 de junio de 2023      | Berlín                    | WTA 500    | Hierba        | R32             | Coco Gauff          |
| 10  | 1 de julio de 2023       | Bad Homburg               | WTA 500    | Hierba        | G               | Lucia Bronzetti     |
| 11  | 6 de julio de 2023       | Wimbledon                 | Grand Slam | Hierba        | 2R              | Lesia Tsurenko      |
| 12  | 25 de julio de 2023      | Varsovia                  | WTA 250    | Tierra batida | R32             | Heather Watson      |
| 13  | 8 de agosto de 2023      | Canadá                    | WTA 1000   | Dura          | R64             | Liudmila Samsónova  |
| 14  | 15 de agosto de 2023     | Cincinnati                | WTA 1000   | Dura          | R64             | Markéta Vondroušová |
| 15  | 21 de agosto de 2023     | Cleveland                 | WTA 250    | Dura          | R32             | Sara Sorribes       |
| 16  | 29 de agosto de 2023     | Abierto de Estados Unidos | Grand Slam | Dura          | 1R              | Anna Kalínskaya     |
| 17  | 9 de septiembre de 2023  | San Diego                 | WTA 500    | Dura          | Clasificatorios | Renata Zarazúa      |
| 18  | 28 de septiembre de 2023 | Ningho                    | WTA 500    | Dura          | CF              | Nadia Podoroska     |
| 19  | 1 de octubre de 2023     | Pekín                     | WTA 1000   | Dura          | R64             | Daria Gavrilova     |
| 20  | 15 de octubre de 2023    | Hong Kong                 | WTA 250    | Dura          | F               | Leylah Fernandez    |
| 21  | 22 de octubre de 2023    | Nanchang                  | WTA 250    | Dura          | G               | Marie Bouzková      |

#### 2022
| N.º | Fecha                    | Torneo                    | Categoría  | Superficie    | Ronda           | Oponente               |
| --- | ------------------------ | ------------------------- | ---------- | ------------- | --------------- | ---------------------- |
| 1   | 5 de enero de 2022       | Melbourne                 | WTA 500    | Dura          | R32             | Anna Bondár            |
| 2   | 11 de enero de 2022      | Adelaida                  | WTA 500    | Dura          | R32             | Coco Gauff             |
| 3   | 18 de enero de 2022      | Abierto de Australia      | Grand Slam | Dura          | 1R              | Anett Kontaveit        |
| 4   | 15 de febrero de 2022    | Dubái                     | WTA 1000   | Dura          | R32             | Garbiñe Muguruza       |
| 5   | 20 de febrero de 2022    | Doha                      | WTA 1000   | Dura          | R64             | Jessica Pegula         |
| 6   | 12 de marzo de 2022      | Indian Wells              | WTA 1000   | Dura          | R64             | María Sákkari          |
| 7   | 26 de marzo de 2022      | Miami                     | WTA 1000   | Dura          | R32             | Daria Gavrilova        |
| 8   | 1 de mayo de 2022        | Madrid                    | WTA 1000   | Tierra batida | R32             | Yelena Rybákina        |
| 9   | 25 de mayo de 2022       | Roland Garros             | Grand Slam | Tierra batida | 2R              | Leylah Fernandez       |
| 10  | 13 de junio de 2022      | Berlín                    | WTA 500    | Hierba        | R32             | Bianca Andreescu       |
| 11  | 21 de junio de 2022      | Bad Homburg               | WTA 500    | Hierba        | R32             | Simona Halep           |
| 12  | 27 de junio de 2022      | Wimbledon                 | Grand Slam | Hierba        | 1R              | Maja Chwalińska        |
| 13  | 14 de julio de 2022      | Budapest                  | WTA 250    | Tierra batida | OF              | Elisabetta Cocciaretto |
| 14  | 21 de julio de 2022      | Hamburgo                  | WTA 250    | Tierra batida | CF              | Bernarda Pera          |
| 15  | 27 de julio de 2022      | Varsovia                  | WTA 250    | Tierra batida | OF              | Ana Bogdan             |
| 16  | 7 de agosto de 2022      | Polonia                   | ITF 01A    | Tierra batida | G               | Magda Linette          |
| 17  | 13 de agosto de 2022     | Cincinnati                | WTA 1000   | Dura          | Clasificatorios | Andrea Petković        |
| 18  | 22 de agosto de 2022     | Cleveland                 | WTA 250    | Dura          | R32             | Zhang Shuai            |
| 19  | 1 de septiembre de 2022  | Abierto de Estados Unidos | Grand Slam | Dura          | 2R              | Alizé Cornet           |
| 20  | 18 de septiembre de 2022 | Portoroz                  | WTA 250    | Dura          | G               | Yelena Rybákina        |
| 21  | 5 de octubre de 2022     | Monastir                  | WTA 250    | Dura          | OF              | Claire Liu             |
| 22  | 19 de octubre de 2022    | Guadalajara               | WTA 250    | Dura          | R32             | Martina Trevisan       |
| 23  | 28 de octubre de 2022    | México                    | ITF        | Dura          | CF              | Zhu Lin                |

#### 2021
| N.º | Fecha                    | Torneo                    | Categoría  | Superficie    | Ronda           | Oponente            |
| --- | ------------------------ | ------------------------- | ---------- | ------------- | --------------- | ------------------- |
| 1   | 3 de febrero de 2021     | Melbourne                 | WTA 500    | Dura          | R32             | Angelique Kerber    |
| 2   | 8 de febrero de 2021     | Abierto de Australia      | Grand Slam | Dura          | 1R              | Fiona Ferro         |
| 3   | 28 de febrero de 2021    | Doha                      | WTA 1000   | Dura          | Clasificatorios | Lesia Tsurenko      |
| 4   | 7 de marzo de 2021       | Dubái                     | WTA 1000   | Dura          | R64             | Ons Jabeur          |
| 5   | 18 de marzo de 2021      | San Petersburgo           | WTA 500    | Dura          | OF              | Margarita Gasparián |
| 6   | 24 de marzo de 2021      | Miami                     | WTA 1000   | Dura          | R128            | Ana Konjuh          |
| 7   | 23 de abril de 2021      | Estambul                  | WTA 250    | Tierra batida | CF              | Elise Mertens       |
| 8   | 27 de abril de 2021      | Madrid                    | WTA 1000   | Tierra batida | Clasificatorios | Ana Bogdan          |
| 9   | 21 de mayo de 2021       | Parma                     | WTA 250    | Tierra batida | SF              | Coco Gauff          |
| 10  | 4 de junio de 2021       | Roland Garros             | Grand Slam | Tierra batida | 3R              | Tamara Zidanšek     |
| 11  | 26 de junio de 2021      | Bad Homburg               | WTA 500    | Hierba        | F               | Angelique Kerber    |
| 12  | 3 de julio de 2021       | Wimbledon                 | Grand Slam | Hierba        | 3R              | Ashleigh Barty      |
| 13  | 16 de julio de 2021      | Praga                     | WTA 250    | Dura          | CF              | Barbora Krejčíková  |
| 14  | 12 de agosto de 2021     | Canadá                    | WTA 1000   | Dura          | OF              | Sara Sorribes       |
| 15  | 27 de agosto de 2021     | Cleveland                 | WTA 250    | Dura          | CF              | Anett Kontaveit     |
| 16  | 2 de septiembre de 2021  | Abierto de Estados Unidos | Grand Slam | Dura          | 2R              | María Sákkari       |
| 17  | 21 de septiembre de 2021 | Ostrava                   | WTA 500    | Dura          | R32             | Tereza Martincová   |
| 18  | 10 de octubre de 2021    | Indian Wells              | WTA 1000   | Dura          | R64             | Angelique Kerber    |
| 19  | 19 de octubre de 2021    | Moscú                     | WTA 500    | Dura          | R32             | Anett Kontaveit     |

#### 2020
| N.º | Fecha                    | Torneo                    | Categoría         | Superficie    | Ronda | Oponente                |
| --- | ------------------------ | ------------------------- | ----------------- | ------------- | ----- | ----------------------- |
| 1   | 5 de enero de 2020       | Shenzhen                  | WTA Internacional | Dura          | R32   | Yekaterina Aleksándrova |
| 2   | 20 de enero de 2020      | Abierto de Australia      | Grand Slam        | Dura          | 1R    | Petra Kvitová           |
| 3   | 10 de febrero de 2020    | San Petersburgo           | WTA Premier       | Dura          | R32   | Yelena Rybákina         |
| 4   | 19 de febrero de 2020    | Dubái                     | WTA Premier       | Dura          | OF    | Yelena Rybákina         |
| 5   | 23 de febrero de 2020    | Doha                      | WTA Premier 5     | Dura          | R64   | Ons Jabeur              |
| 6   | 5 de marzo de 2020       | Indian Wells              | Challenguer       | Dura          | OF    | Vera Zvonariova         |
| 7   | 11 de agosto de 2020     | Praga                     | WTA Internacional | Tierra batida | R32   | Tamara Zidanšek         |
| 8   | 23 de agosto de 2020     | Cincinnati                | WTA Premier 5     | Dura          | R64   | Kirsten Flipkens        |
| 9   | 1 de septiembre de 2020  | Abierto de Estados Unidos | Grand Slam        | Dura          | 1R    | Kaia Kanepi             |
| 10  | 17 de septiembre de 2020 | Roma                      | WTA Premier 5     | Tierra batida | R32   | Daria Kasátkina         |
| 11  | 24 de septiembre de 2020 | Estrasburgo               | WTA Internacional | Tierra batida | CF    | Aryna Sabalenka         |
| 12  | 2 de octubre de 2020     | Roland Garros             | Grand Slam        | Tierra batida | 3R    | Kiki Bertens            |
| 13  | 20 de octubre de 2020    | Ostrava                   | WTA Premier       | Dura          | R32   | Coco Gauff              |
| 14  | 9 de noviembre de 2020   | Linz                      | WTA Internacional | Dura          | R32   | Yekaterina Aleksándrova |
| 15  | 12 de diciembre de 2020  | Emiratos Árabes Unidos    | ITF 01A           | Dura          | F     | Sorana Cîrstea          |